# Peter Dreher

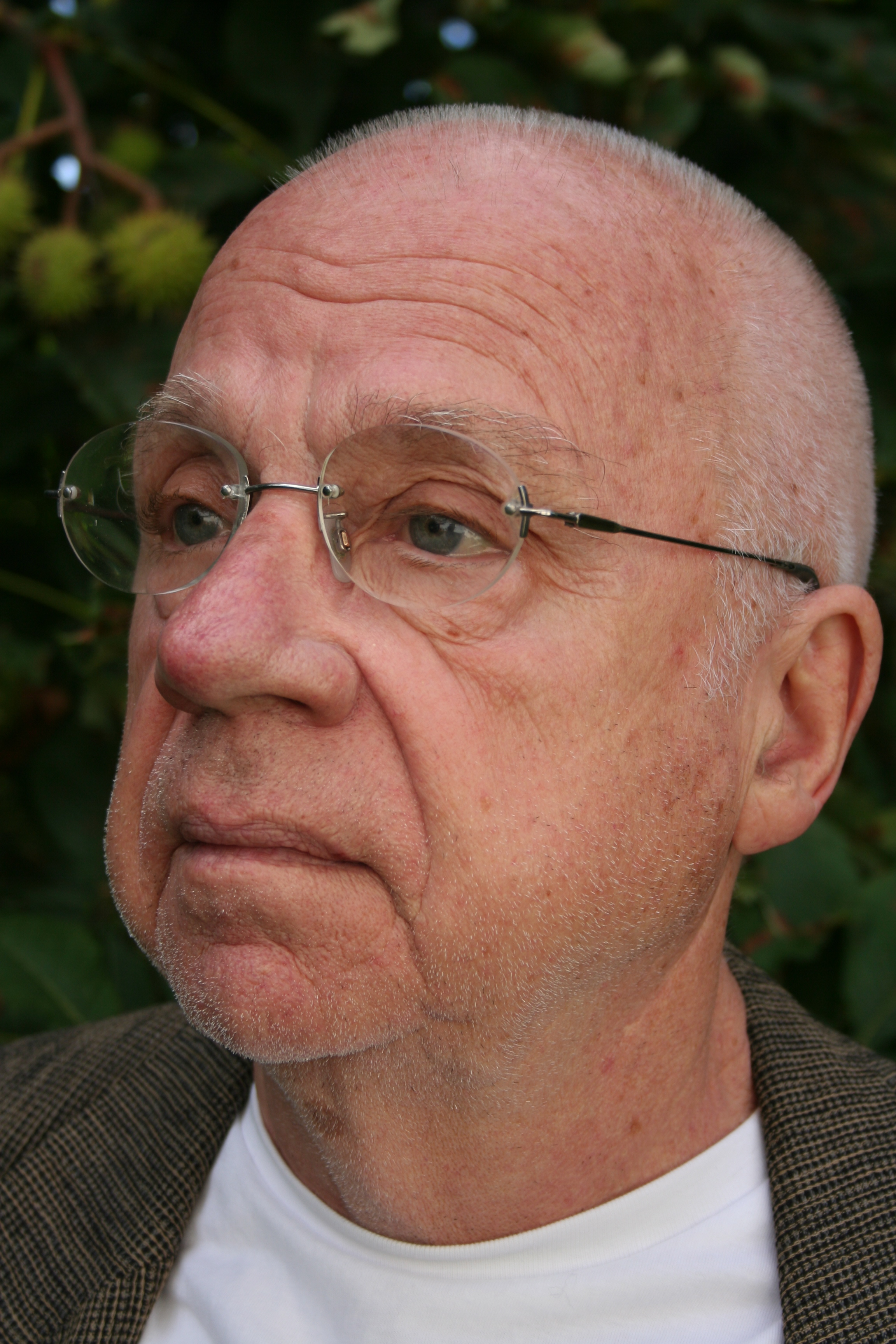
Peter Dreher (2012)

Peter Dreher (* 26. August 1932 in Mannheim; † 18. Februar 2020 in Freiburg im Breisgau) war ein deutscher Maler und Graphiker.

## Leben
Peter Dreher studierte von 1950 bis 1956 an der Staatlichen Akademie der Bildenden Künste Karlsruhe bei Karl Hubbuch, Wilhelm Schnarrenberger und Erich Heckel.
1965 wurde er Leiter einer Malklasse in der Außenstelle der Staatlichen Akademie der Bildenden Künste Karlsruhe in Freiburg im Breisgau und wurde dort 1968 zum Professor berufen. 1997 wurde er pensioniert. Er lebte und arbeitete in Freiburg.
Er war Mitglied im Künstlerbund Baden-Württemberg und im Deutschen Künstlerbund sowie Vorsitzender der 2015 gegründeten Peter-Dreher-Stiftung.
Am 18. Februar 2020 starb Peter Dreher im Alter von 87 Jahren in Freiburg im Breisgau.

## Werke (Auswahl)
Tag um Tag guter Tag

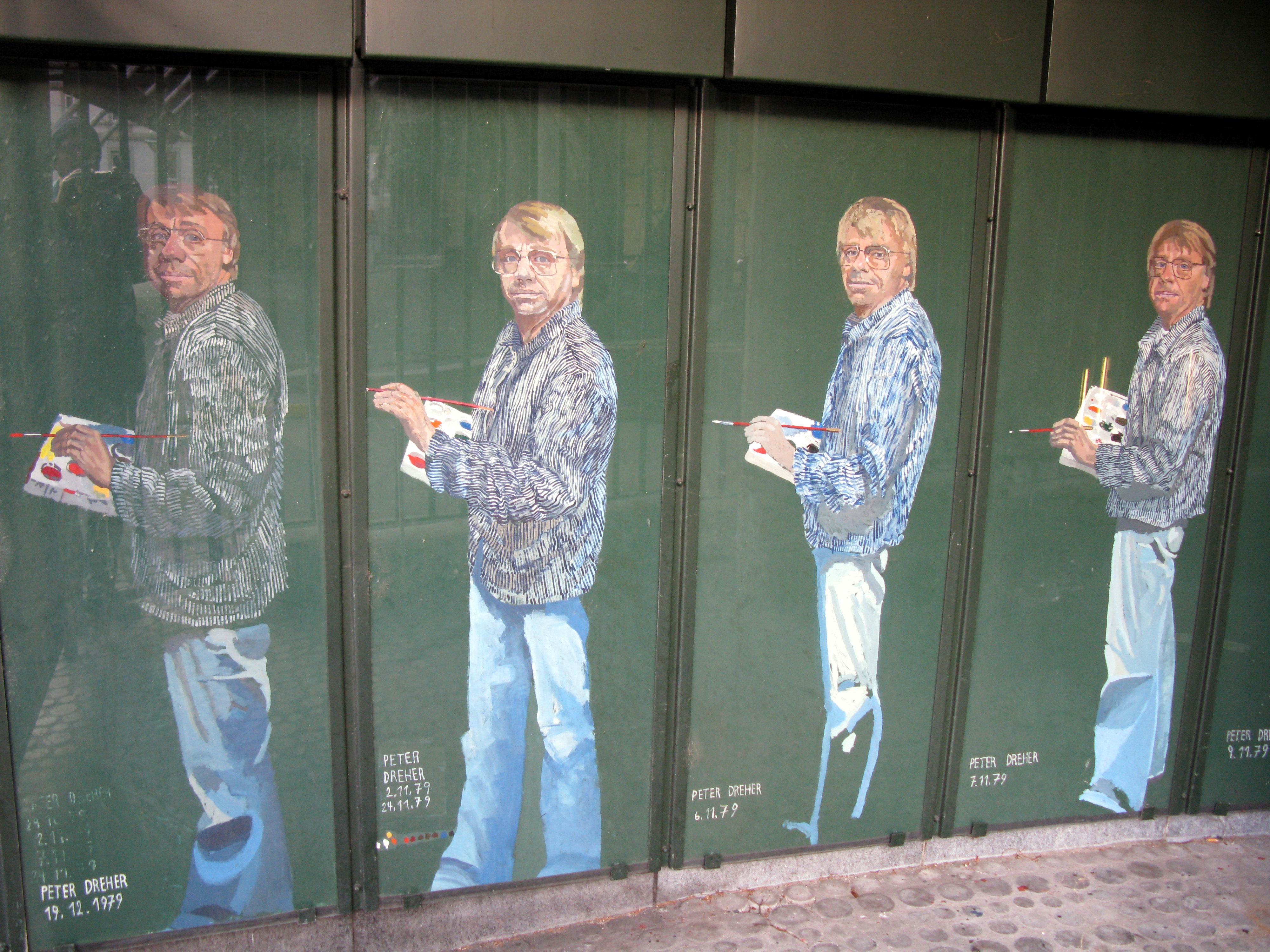
Selbstbildnisse, Universitätsbibliothek Freiburg

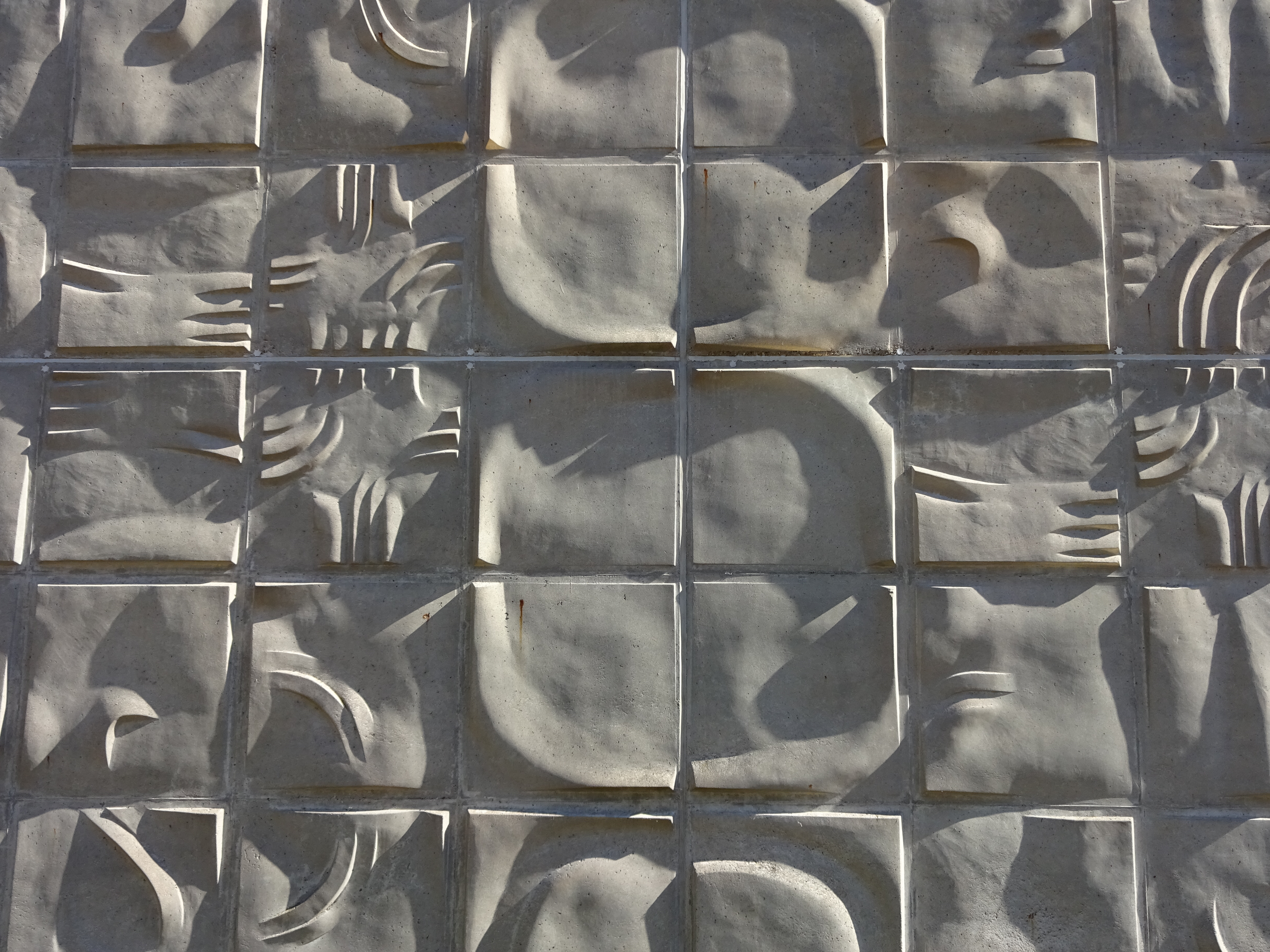
Betonrelief, Dreifaltigkeitskirche Sandhausen (Detail)

1972 entstand ein erstes einzelnes Bild von einem Wasserglas. „Um zu zeigen, dass es nicht nötig ist, das Motiv zu wechseln, um zum Malen angeregt zu werden“, fertigte er weitere Bilder desselben Sujets an. Aus diesen ersten Bildern entstand ab 1974 eine Serie, die er bis in seine letzten Lebensjahre fortsetzte. Das Bild hat die gleiche Größe wie das Objekt, ein leeres Wasserglas, und ist auf einer weißen Tischfläche und vor weißem Hintergrund platziert. Die Beleuchtung, Entfernung und Bildformat werden in der „Nachtserie“, „Tag um Tag guter Tag I“, nicht verändert, während das Glas in der „Tagserie“ bei unterschiedlichen Lichtverhältnissen gemalt wird, sodass hier das Farbspektrum reicher erscheint. Die Kunsthistorikerin Angeli Janhsen beschreibt das Projekt folgendermaßen: „Peter Dreher hat eine Versuchsanordnung im Atelier aufgebaut, an die er sich hält, die er nur wenig, in verschiedenen Serien, innerhalb der Serie, variiert. Hier steht das Glas, hier sitzt der Maler, hier ist die Leinwand, hier ist die Beleuchtung. Die immer gleiche Beleuchtung und Positionierung kann man gewährleisten, so daß dasselbe Glas also immer gleich erscheint.“
Zwischen 1974 und 2017 entstanden etwa 5.200 Bilder der Reihen „Tag um Tag guter Tag I“ (Nachtserie) und „Tag um Tag guter Tag II“ (Tagserie).
Weitere Werkgruppen
Eine weitere Serie, die ebenfalls 1972 begonnen wurde, zeigt den immer gleichen Landschaftsausschnitt zu unterschiedlichen Tageszeiten. Sie trägt den Titel „Schöne Tage im Hochschwarzwald“ und wurde plein air gemalt. Auch in seinen weiteren Serien (Silverbowls, Vitrines u. a.) beschäftigte er sich mit dem Thema Zeit und dem Aspekt der Wiederholung.
Er realisierte Kunst-am-Bau-Projekte im In- und Ausland. In Freiburg gestaltete er 1978 die Fassade der Universitätsbibliothek Freiburg mit einer Serie von Selbstporträts.
Für die Dreifaltigkeitskirche in Sandhausen gestaltete er 1968 die Fassaden als Betonrelief, das aus 38 mit unterschiedlichen abstrakten Mustern gestalteten und unterschiedlich angeordneten Quadraten zusammengesetzt ist, sowie die Figuren an den Bronzeportalen.
Neben regelmäßigen Aufenthalten in den USA, in denen sogenannte Post-Pop-Art-Werke entstanden, entwickelte Dreher auch Konzepte mit politischen Inhalten. Die Arbeit „Das Großplakat in Aquarellen“ sowie weitere großformatige Aquarelle befassen sich mit Bildern aus der Werbung. Auch die Sprache und das geschriebene Wort nehmen eine bedeutsame Rolle in Drehers Werk ein („Bildbilder“). Zu seinem Œuvre gehört ein Konvolut an Druckgrafik. Seit den 1970er Jahren fand eine Auseinandersetzung mit abstrakten Bildfindungen statt.
Peter Dreher setzte sich in seiner Malerei mit der philosophischen Lehre der Phänomenologie Edmund Husserls auseinander (Arbeiten unter dem Titel „Lange Kurzblicke“). Dabei spielen Aspekte der Vergänglichkeit, Zeitlichkeit und Wahrnehmung eine wichtige Rolle. Der Bildgegenstand tritt hier „unvollständig“ in einer Art Fragmentierung auf und muss vom Betrachter ergänzt werden.

## Ausstellungen (Auswahl)
- 1954: Städtische Kunsthalle, Mannheim
- 1974: Museum Folkwang, Essen; Niedersächsisches Landesmuseum für Kunst und Kulturgeschichte, Oldenburg
- 1975: Kunstverein Freiburg
- 1977: Staatliche Kunsthalle Baden-Baden
- 1979: Museum Schloss Morsbroich, Leverkusen
- 1982: Von der Heydt-Museum, Wuppertal
- 1983: Kunstverein Ludwigshafen
- 1990: Städtische Kunsthalle, Mannheim; Museum für Neue Kunst Freiburg; Galerie Hans Mayer, Düsseldorf
- 1991: Kunstverein Konstanz
- 1993: Badischer Kunstverein, Karlsruhe; Quint-Krichmann-Projects, The La Jolla Gallery, USA
- 1995: Galerie Krohn, Badenweiler
- 1998: Mark Quint Contemporary Art, La Jolla, USA
- 1998: Monique Knowlton Gallery, New York, USA
- 2000: Patricia Sweetow Gallery, San Francisco, Kalifornien
- 2001: Galerie S65, Aalst, Belgien
- 2003: Clothed and Unclothed, The Athenaeum, La Jolla, Kalifornien; Real, Mark Quint Contemporary Art, San Diego, Kalifornien
- 2007: 1. Athen Biennale, Athen, Griechenland
- 2007: The Approach, London, Großbritannien
- 2009: Der innere Blick – Das Interieur in der zeitgenössischen Kunst, Kunsthalle Tübingen
- 2010: Realismus – das Abenteuer der Wirklichkeit. Courbet – Hopper – Gursky, Kunsthalle Emden
- 2010: Fremde Heimat. Kunst in Baden-Württemberg, Kunsthalle Mannheim
- 2012: Die Kleeblume. Peter Dreher zum 80. Geburtstag, Galerie Wagner + Partner, Berlin
- 2012/13: Peter Dreher. Hommage an die Malerei. Ausstellungshalle im Augustinermuseum, Freiburg im Breisgau (anlässlich seines 80. Geburtstages)
- 2013: Peter Dreher, MK Galleries, Milton Keynes, GB
- 2014: Day by Day Good Day (1974–2014) Koenig & Clinton Gallery, New York; Day by Day Good Day, Silverbowls Osmos Gallery, New York
- 2014: Reines Wasser – Die kostbarste Ressource der Welt, Kunstmuseum Lentos, Linz, Austria
- 2014: Fixing a Hole, Koenig & Clinton, New York; Stay in love, Lisa Cooley, New York
- 2015: Gleich und gleich und anders, Situation Kunst, Bochum
- 2015: Night Begins the Day. Rethinking Space, Time and Beauty, Contemporary Jewish Museum, San Francisco
- 2015: Organic situation, Koenig & Clinton, New York
- 2016: Accrochage, Pinault Fondation Punta della Dogana, Venedig
- 2016: Lasst Blumen sprechen, Museum Schloss Moyland, Bedburg-Hau
- 2016: Echtzeit", Kunstmuseum Bonn
- 2016: Zeit verstreichen, Kunstmuseum Solothurn
- 2016: Timelines, Port25, Mannheim
- 2016: Inside. Contemporary Artists and Writers in Reading Prison, Artangel, Reading, GB
- 2017: Mayor Gallery, London
- 2017: Behind the mirror, Koenig & Clinton, New York
- 2017: Für die Ewigkeit – Archivarische Strategien in der Kunst, Kunstraum Alexander Bürkle, Freiburg
- 2018: Pas de Deux Romano-Germanic Kolumba – Kolumba, Köln
- 2018: Das Lied der Dinge. Stillleben im Wandel der Kunst – Museum für aktuelle Kunst, Sammlung Hurrle, Durbach
- 2018: Zeitspuren – The Power of Now, Kunsthaus CentrePasquArt
- 2019: 33. Bienal de São Paulo, Affective Affinities
- 2019: Seelenlandschaften, Koenig & Clinton, New York, USA
- 2019: Beachcomber Shores, König Galerie, Berlin
- 2019: The Real. Three Propositions, White Cube, Bermondsey, London, GB
- 2020: On Kawara – Peter Dreher, Leo Koenig Inc., New York; USA
- 2022: Malen um zu malen, Museum für Neue Kunst, Freiburg
- 2022: On Kawara – Peter Dreher – Alicja Kwade, König Galerie, Seoul, South Korea
- 2023: The happy Sisyphus, Kunstmuseum Schloss Derneburg, Hall Art Foundation
- 2023: 100 Days, Mutina Milano, Italy

## Sammlungen, in denen Drehers Werke vertreten sind
- Kunsthalle Mannheim
- Kunsthalle Karlsruhe
- Museum für Neue Kunst Freiburg
- Städtische Wessenberg-Galerie, Konstanz
- Sammlung Würth
- Sammlung Deutsche Bank,
- Museum Frieder Burda,
- François Pinault Foundation,
- Art Institute of Chicago,
- Columbus Museum of Art, Columbus, Ohio
- The Museum of Contemporary Art, San Diego, Kalifornien
- Museum MMK für Moderne Kunst, Frankfurt a. M.
- Landesmuseum für Kunst und Kulturgeschichte Oldenburg

## Auszeichnungen und Ehrungen
- 1958 Kunstpreis der Jugend Baden-Baden
- 1965 Rom-Preis, Villa Massimo
- 1976 Reinhold-Schneider-Preis der Stadt Freiburg im Breisgau
- 1979 Hans-Thoma-Preis des Landes Baden-Württemberg
- 1995 Erich-Heckel-Preis des Künstlerbundes Baden-Württemberg
- 2000 Verdienstkreuz am Bande der Bundesrepublik Deutschland
- 2018 Silbernes Stadtsiegel der Stadt Freiburg[8]